# Železniční trať Addis Abeba – Džibuti
Železniční trať Addis Abeba – Džibuti je mezinárodní železniční trať normálního rozchodu a je páteřní tratí etiopské železniční sítě. Spojením hlavního města Etiopie Addis Abeby s džibutským přístavem Doraleh zajišťuje Etiopii dopravní přístup k moři. Více než 95 % etiopského obchodu prochází přes Džibuti, což představuje 70 % obratu v přístavu Džibuti
Stavba byla zahájena v roce 2011 a železnice byla oficiálně uvedena do provozu koncem roku 2016, ačkoli výstavba a zkušební provoz pokračovaly až do roku 2017. Slavnostní ceremoniál k zahájení nákladní přepravy proběhl 1. ledna 2018, ale není jasné, kdy bude zahájena přeprava osobní.

## Trať

### Vedení

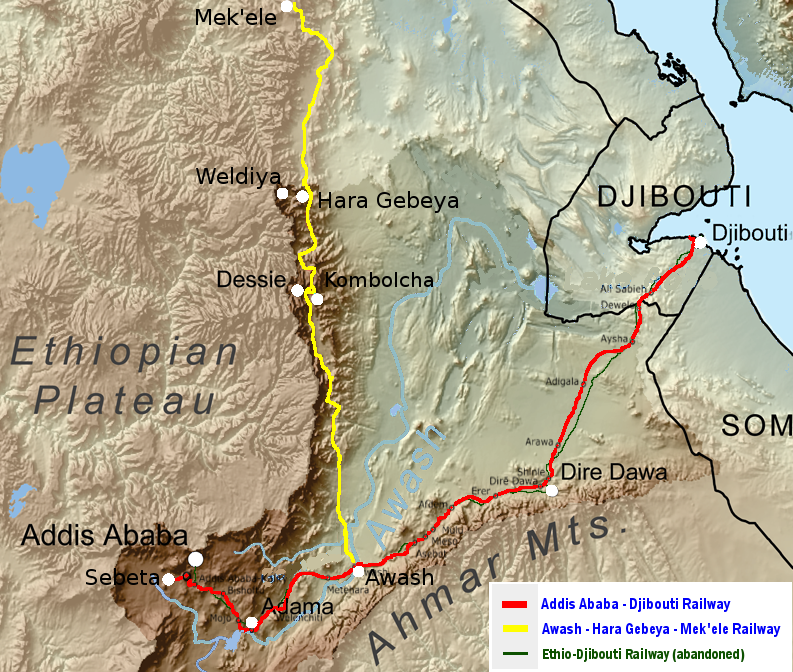
Červeně je železniční trať Addis Abeba – Džibuti

Dráha vede většinou souběžně s opuštěnou úzkorozchodnou džibutsko-etiopskou železnicí. Nová trať standardního rozchodu je však nově postavena vesměs na severozápad od ní, a protože je přímější, umožňuje mnohem vyšší rychlost. Nové stanice byly postaveny mimo městská centra a staré stanice byly vyřazeny z provozu. Na trase je 68 mostů, v celkové délce 3 % délky trati a nejsou zde tunely.
Železnice začíná v Sebetě v oblasti hlavního města Etiopie Addis Abeby, na jehož okraji jsou situovány dvě stanice: Furi-Labu a Inonde. Trať pak vede jihovýchodně k Adamě v etiopské části Východoafrické příkopové propadliny. 115km úsek od Sebety do Adamy je jediný dvoukolejný úsek na trati, která zde má nejvyšší sklon a překonává výškový rozdíl 650 metrů. Ostatní úseky jsou jednokolejné s rovnoměrně rozmístěnými výhybnami.
V Adamě se železnice stáčí na severovýchodním směrem k Dire Dawě. Ve městě Awaš je křižovatka s tratí Awaš – Hara Gebaja, která je ve výstavbě od roku 2017. Od stanice Awaš vede trať 155metrovým mostem nad údolím stejnojmenné řeky ve výšce 60 m; jde o nejdelší most na trase. Železnice pak pokračuje do Dire Dawy, kde se stáčí a vede přímo do Džibutska. Hranici mezi Etiopií a Džibutskem překonává mezi městy Dewele a Ali Sabieh. Trať končí na osobním nádraží Nagad poblíž mezinárodního letiště Džibuti-Ambúlí. Nákladní vlaky pokračují do přístavu Doraleh, kde se také nalézá ropný terminál.

### Stanice

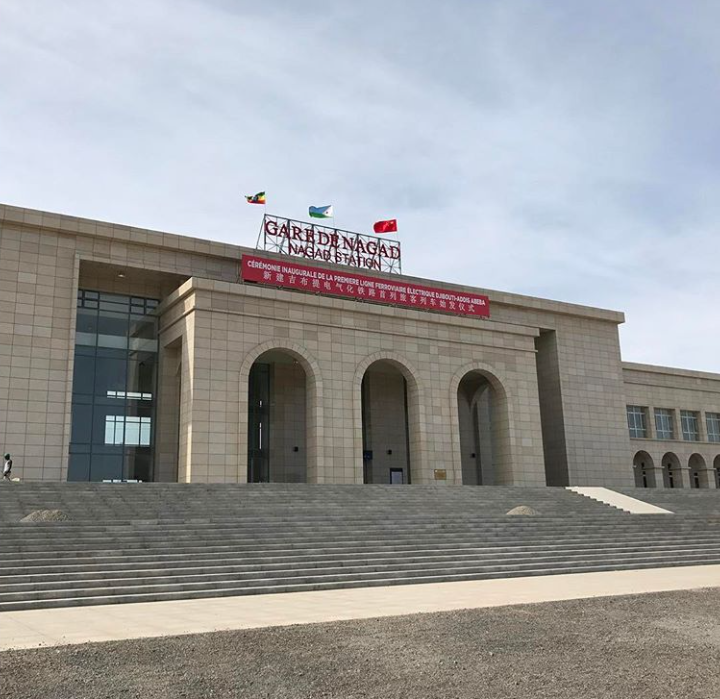
Budova nádraží Džibuti-Nagad

Na železnici je 25 osobních nádraží, z nichž 23 má jen jedno nástupiště o standardní délce okolo 330 metrů. Na nádraží Furi-Labu jsou dvě nástupiště a nádraží Awaš tři. V nádražních budovách jsou umístěny pokladny, občerstvení a modlitební místnosti. Architektura je eklektická s tradičními etiopskými prvky v čínské interpretaci.

### Parametry
Trať vyhovuje podmínkám železnice třídy 2 dle čínského standardu s některými odchylkami.
- Rozchod: normální rozchod
- Minimální poloměr oblouku : 1 200 m (800 m ve složitých poměrech)[11]
- Maximální (návrhový) sklon: 1,85 %[12]
- Maximální výška průjezdného profilu: 5 300 mm[12]
- Maximální rychlost (osobní přeprava): 120 km/h[12]
- Maximální rychlost (nákladní přeprava): 80 km/h[12]
- Elektrizace: vedení horní zavěšenou trolejí 25 kV, střídavý proud 50 Hz
- Spřáhlo: Janney AAR
- Brzdy: samočinné tlakové
- Navržená přepravní kapacita : 20 miliónů tun ročně[8]
- Hrubá přepravní kapacita : 24,9 miliónů tun ročně (při zohlednění dvoukolejných tratí)[13]
- Směr jízdy: vlevo
- Úrovňové přejezdy: povoleny

Přestože je silniční doprava v Etiopii pravostranná, vlaky jezdí na dvojkolejných úsecích vlevo, což je v souladu s čínským standardem. Jednokolejné úseky jsou vybaveny tříkolejnými výhybnami, což umožňuje křížení až třem vlakům. Funkci výhyben splňuje také každá stanice.

## Historie

### Původní úzkokolejná dráha
Stávající trať je vedena přibližně v trase původní úzkokolejné dráhy, která byla postavena mezi lety 1894 a 1917. Jednalo se trať s rozchodem 1000 mm, s velkým maximálním sklonem a malými směrovými oblouky. Trať byla poškozena jak za italsko-etiopské války, tak za druhé světové války, nicméně následně byla vždy opravena a mírně vylepšena. Fatální se pro ni stala až etiopsko-somálská válka v letech 1977 – 1978, v jejímž důsledku nebyla provozována po dobu jednoho roku. Socialistická vláda nebyla schopna trať přijatelně opravit a kvůli chybějící údržbě došlo k její devastaci. V roce 1985 se zde přihodila jedna z deseti nejhorších železničních nehod ve světové historii, když čtyři přeplněné vozy vykolejily na mostě přes Awaš a zřítily se do jejího údolí, přičemž zahynulo 428 lidí. V roce 2006 byl zastaven provoz mezi Dire Dawou a Addis Abebou v délce 472 km. Z grantu Evropská komise byl rekonstruován úsek mezi Džibuti a Dire Dawou a provoz byl obnoven v roce 2013.

### Výstavba (2011 – 2016)
Ještě v průběhu rekonstrukce hledala etiopská vláda partnera k výstavbě nové železničních trati. Počátkem roku 2010 podepsala memorandum o porozumění se čtyřmi zahraničními firmami (dvě čínské, jedna indická a jedna ruská) ohledně zahájení projektování železničního propojení k hranicím Džibutska. V té době zahájila Etiopie ambiciózní plán růstu a transformace, jehož cílem je rozvíjet hospodářství země prostřednictvím investic do infrastruktury. Nová elektrizovaná železnice s normálním rozchodem měla snížit čas přepravy nákladů ze tří dnů po silnici na dvanáct hodin vlakem a cenu za nákladní dopravu na jednu třetinu ceny za dopravu po silnici. Poté, co ostatní strany projektování nezahájily, byla zakázka 22. května 2013 zadána čínským společnostem China Railway Group Limited (CREC) a China Civil Engineering Construction Corporation (CCECC). Etiopii zastupovala státní železniční společnost Ethiopian Railways Corporation (ERC), která byla založena v roce 2009. Financování projektu zajišťovala banka Zhōngguó Jìnchūkǒu Yínháng půjčkou v celkové výši 3 miliardy amerických dolarů, z toho 2,4 miliardy na etiopskou část a zbytek na džibutskou. 320kilometrový úsek od Sebety do Miesa získala CREC, a 339kilometrový úsek z Miesa k hranici Džibutska získala CCECC. Džibutsko postupovalo stejně a v roce 2012 uzavřelo rovněž smlouvu s čínským dodavatelem CCECC. Přípravy zde netrvaly tak dlouho a stavba byla zahájena v roce 2014.
Na stavbu bylo najato 20 000 Etiopanů a 5 000 Džibuťanů. Pokládka kolejí byla dokončena v úseku Mieso – Džibuti v červnu 2015. Téhož roku byla Etiopie postižena katastrofickým suchem, které způsobilo neúrodu v rozmezí 50 až 90 % podle druhu plodin a přístav Džibuti byl přetížen loděmi s mezinárodní pomocí čekajícími na vyložení. Aby se zajistil dovoz pomoci, převážně obilí, do postižených oblastí, byla v listopadu 2015 uvedena trať do nouzového provozu, přestože některé úseky byly ještě ve výstavbě.

### Zkušební provoz (2016 – 2017)
Zkušební provoz na etiopském úseku byl slavnostně zahájen za účasti prezidentů Etiopie a Džibutska 5. října 2016 na nové železniční stanici Furi-Labu v Addis Abebě. A podobně proběhlo dne 10. ledna 2017 slavnostní zprovoznění džibutského úseku. Dne 9. května 2017 byla provedena první komplexní provozní zkouška s více než 30 vlaky na trati současně. Osobní vlaky projížděly mezi Furi-Labu a Dire Dawou, zatímco nákladní doprava probíhala mezi přístavem Doraleh a překladištěm Mojo poblíž stanice Mojo. Zaznamenané závady byly přičteny na vrub nedostatku elektrické energie.
K provozování celé železnice po dobu prvních 3 až 5 let, než budou vyškoleni místní pracovníci, vytvořili oba hlavní dodavatelé CREC a CCECC konsorcium. Do plného provozu byla trať uvedena 1. ledna 2018.
Celkové náklady na železnici představovaly za úsek Sebeta – Mieso částku ve výši 1,873 miliardy amerických dolarů, 1,12 miliardy dolarů za úsek Mieso – Dewele a 525 miliónů dolarů za úsek Dewele – přístav Doraleh. Dodatečné financování bylo zajištěno z Čínské rozvojové banky a Čínské průmyslové a obchodní banky. Na druhé straně průzkum východoafrických železničních projektů vládou Ugandy na počátku roku 2017 ukázal, že skutečné náklady na železnici Addis Abeba – Džibuti byly kolem 5,2 miliónu amerických dolarů na km, což vedlo k celkovým nákladům okolo 4,5 miliardy dolarů tedy přibližně o 30 % více, než bylo původně plánováno.

## Rozvojové plány
Očekává se, že železniční doprava bude přepravovat 24,9 milionů tun nákladu v roce 2025 a to společně s nárůstem manipulační nákladové kapacity v přístavu.
Poslední plány představují vybudování 5000 km dlouhé sítě, která má být postavena ve dvou fázích. Očekává se, že by projekt poskytl 300 tisíc pracovních míst ve stavebnictví a jeho náklady by byly 336 miliónů dolarů ročně po dobu pěti let. Projekt je podle západních odborníků nerealistický, protože ke své rentabilitě potřebuje ročně přepravit 5 až 10 miliónů tun zboží.